# Coelidiana spina
Coelidiana spina är en insektsart som beskrevs av Delong 1953. Coelidiana spina ingår i släktet Coelidiana och familjen dvärgstritar. Inga underarter finns listade i Catalogue of Life.